# Cobalos angelicus
Cobalos angelicus là một loài bướm đêm trong họ Noctuidae.